# Гекфол-5
Гекфол-5 (А-IX-10) — взрывчатое вещество, представляющее собой смесь гексогена (93-95 %) и флегматизатора (7-5 %), в качестве флегматизатора используется оксизин (98%) и краситель (2 %) судан или краплак. Гекфол-5 представляет собой однородный, негигроскопичный, рассыпчатый порошок оранжевого или сиреневого цвета.

## Характеристики
- Плотность заряжания: 1620 — 1660 кг/м³.
- Температура вспышки: 220 °С.
- Удельная энергия взрывного превращения: 5,1 МДж/кг.
- Фугасность: 430 см³.
- Бризантность: 4,24 мм.
- Скорость детонации при плотности: ρ0 = 1,64 г/см³ — 8310 м/сек[1].
- Гарантийный срок хранения в складских условиях: 20 лет.